# Clearlake Oaks
Clearlake Oaks és una concentració de població designada pel cens dels Estats Units a l'estat de Califòrnia. Segons el cens del 2000 tenia 2.402 habitants.

## Demografia
Segons el cens del 2000, Clearlake Oaks tenia 2.402 habitants, 1.194 habitatges, i 655 famílies. La densitat de població era de 309,1 habitants/km².
Dels 1.194 habitatges en un 15,2% hi vivien nens de menys de 18 anys, en un 42% hi vivien parelles casades, en un 9,5% dones solteres, i en un 45,1% no eren unitats familiars. En el 38% dels habitatges hi vivien persones soles el 20,2% de les quals corresponia a persones de 65 anys o més que vivien soles. El nombre mitjà de persones vivint en cada habitatge era de 2,01 i el nombre mitjà de persones que vivien en cada família era de 2,58.
Per edats la població es repartia de la següent manera: un 17% tenia menys de 18 anys, un 3,5% entre 18 i 24, un 17,6% entre 25 i 44, un 28,6% de 45 a 60 i un 33,3% 65 anys o més.
L'edat mediana era de 55 anys. Per cada 100 dones de 18 o més anys hi havia 94,1 homes.
La renda mediana per habitatge era de 24.449 $ i la renda mediana per família de 30.044 $. Els homes tenien una renda mediana de 30.227 $ mentre que les dones 17.011 $. La renda per capita de la població era de 14.297 $. Entorn del 15% de les famílies i el 21,9% de la població estaven per davall del llindar de pobresa.

## Poblacions properes
El següent diagrama mostra les poblacions més properes.